# Acer diabolicum
Acer diabolicum é uma espécie de árvore do gênero Acer, pertencente à família Aceraceae.